# دان ایکبوری
دان ایکبوری (سوئدی: Dan Ekborg؛ زادهٔ ۲۳ نوامبر ۱۹۵۵) بازیگر اهل سوئد است.
از فیلم‌ها یا سیال‌هیا تلویزیونی که وی در آن نقش داشته‌است، می‌توان به داستان تراژدیک هملت - شاهزادهٔ دانمارک و مراقب احمق‌ها باش اشاره کرد.